# Nicolaes van Bambeeck
Nicolaas van Bambeeck jr. (Leiden, 17 mei 1596 - Amsterdam, 30 augustus 1661) was een lakenkoopman en handelaar in Spaanse wol. Hij was hoofdingeland van de Beemster tussen 1654-1661.
Deze beeltenis wordt weergegeven op het etiket van een van de beste wijnhuizen uit de Rioja.

## Biografie
Nicolaes was de zoon van de gelijknamige vader (1544-1615) en van Elisabeth van der Bel (-1649). De familie Van Bambeeck was afkomstig uit Bambeke in de Franse Westhoek (of Poperinge in Vlaanderen). Na de executie in 1568 van de grootvader van Nicolaes in Brussel door de Hertog van Alva, vlucht de familie naar Holland. Zijn vader trouwde in 1591 in Leiden en verhuisde naar Amsterdam. In 1620 verhuisde de weduwe naar de nieuwbouw. In 1631 was zij de rijkste vrouw in de Jodenbreestraat.

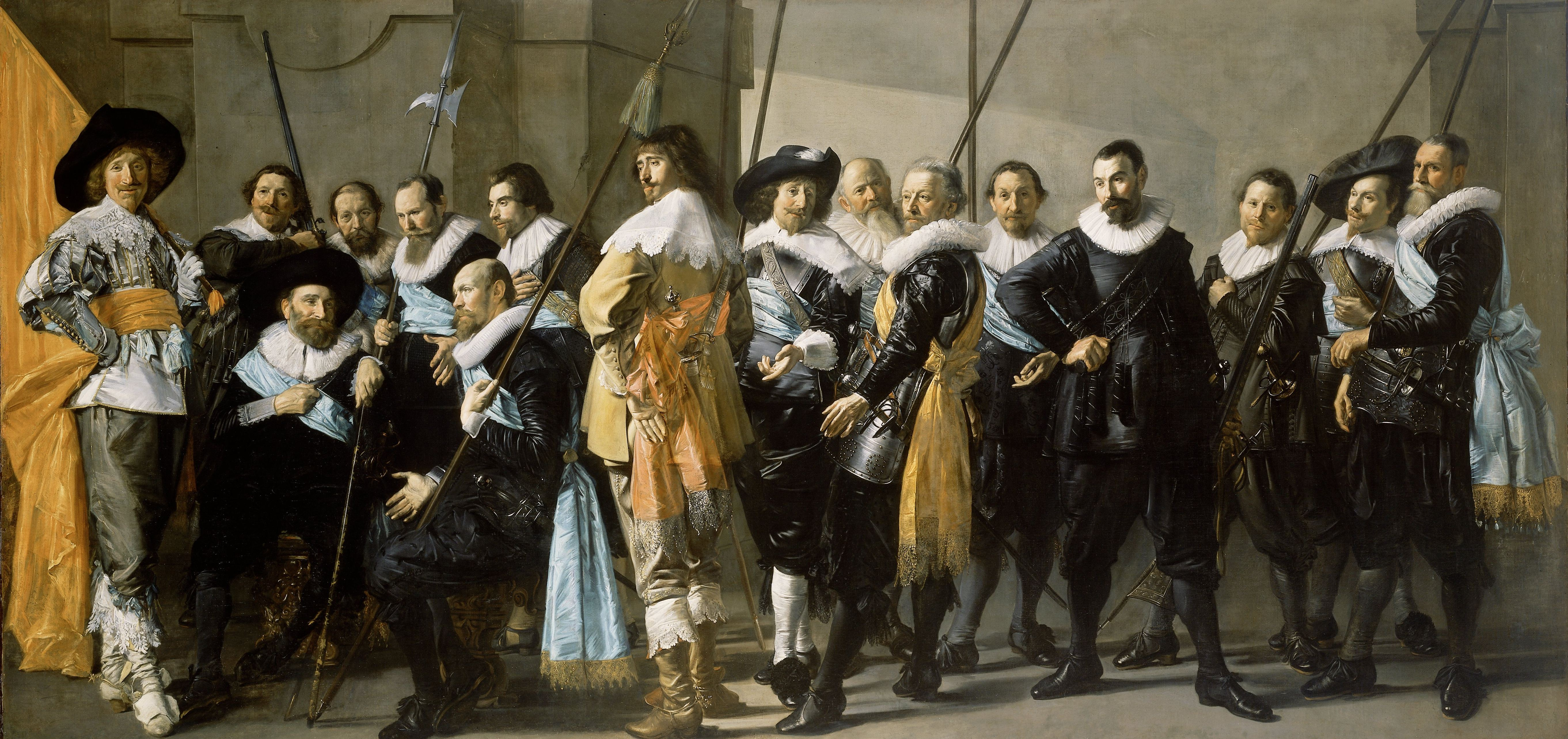
Frans Hals en Pieter Codde: Het korporaalschap van kapitein Reinier Reael en luitenant Cornelis Michielsz. Blaeuw oftewel De Magere Compagnie, met de nog ongetrouwde Van Bambeeck als vaandrig (1637)

In 1638 trouwde Van Bambeeck met Agatha Bas (1611-1658), dochter van de Amsterdamse burgemeester en wapenhandelaar Dirck Bas en Grietjen Jans Snoeken. Volgens de ondertrouwakte was hij toen 38 jaar. Zijn schoonvader was een rijke koopman, mede-oprichter van de VOC in 1602 en lid van het Amsterdamse vroedschap. "Het heeft er alle schijn van dat hun late huwelijk niet de zegen van haar vader had. En dat hun echtverbintenis daarom pas na zijn dood tot stand kwam."
Het echtpaar woonde aanvankelijk bij zijn moeder, schuin tegenover Rembrandt van Rijn. In 1640 leende hij geld aan Gerrit Uylenburgh, evenals Rembrandt. In 1641, in hetzelfde jaar dat hij de Nachtwacht schilderde, heeft Rembrandt Nicolaas en Agatha geportretteerd.

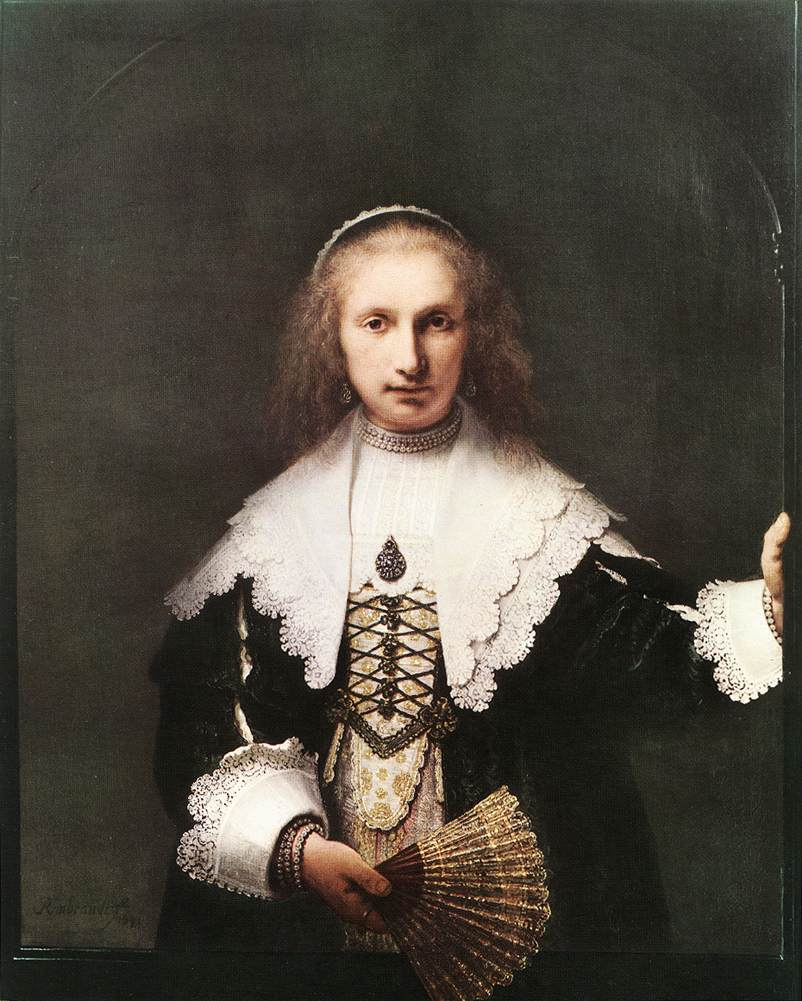
De 29-jarige Agatha Bas door Rembrandt (1641). In het bezit van de Engelse koninklijke familie

In 1649 stierf zijn moeder. Zij had in het voorafgaande jaar een pand op de Houtgracht gekocht, eigendom van Willem Kick, bewoond door de familie Spinoza. Het was gelegen achter de Aäron, nu deel van de Mozes en Aäronkerk.
Na 1650 verhuisde Van Bambeeck naar de Kloveniersburgwal 77. Het huis was door Philips Vingboons ontworpen. Het heette 'De Star' naar het stamvaderlijk huis in de Warmoesstraat.

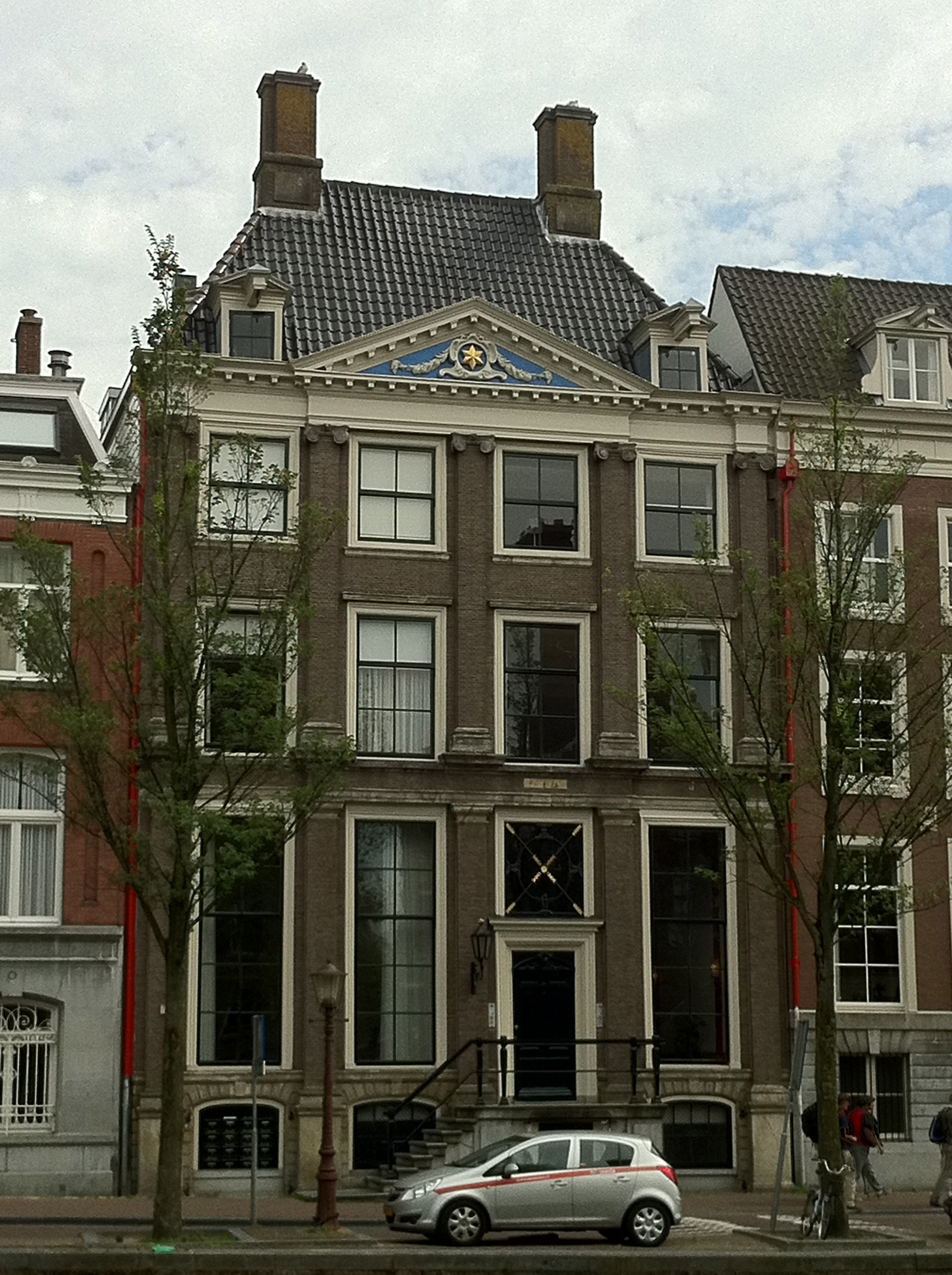
Kloveniersburgwal 77

Van Bambeeck dreef vooral na 1650 handel in Spaanse wol en "zijn huis had veel opslagruimte: twee pakkelders liepen onder het hele huis door en boven de eerste verdieping waren 'bequame Solders' te vinden uitgerust met twee hijsbalken". Achter het huis, op de Groenburgwal, stond nog een pakhuis.
In 1656 erfde hij de hofstede Oostwijk van zijn broer Cornelis. Op 8 mei 1663 verkochten de erfgenamen alle bezittingen in de Beemster. Het echtpaar had zes kinderen. Joan Corver trouwde in 1660 met Margaretha van Bambeeck, de dochter van Nicolaes van Bambeeck.
- Virtual International Authority File: 987151172691339210008